# Discoloma thymaloides
Discoloma thymaloides là một loài bọ cánh cứng trong họ Discolomatidae. Loài này được Reitter miêu tả khoa học năm 1878.